# Sudon
Sudon is een geslacht van uitgestorven kreeftachtigen uit de klasse van de Ostracoda (mosselkreeftjes).

## Soorten
- Sudon dziki Schallreuter, 1987 †
- Sudon fractus Schallreuter, 1972 †
- Sudon nussi Schallreuter, 1990 †